# Mother (dòng trò chơi)
Mother (hay còn gọi là EarthBound bên ngoài Nhật Bản) là một loạt trò chơi điện tử nhập vai gồm ba phần Mother (1989), hay còn gọi là  EarthBound Beginnings bên ngoài Nhật Bản cho Family Computer; Mother 2 (1994), hay còn gọi là EarthBound bên ngoài Nhật Bản, cho Super Nintendo Entertainment System; và Mother 3 (2006) cho Game Boy Advance.
Do Nintendo phát hành, cơ chế trò chơi có nhiều điểm được mô phỏng theo loạt trò chơi Dragon Quest, Mother được ca ngợi vì yếu tố hài hước và độc đáo. Trong trò chơi, người chơi sử dụng vũ khí tìm được và các sức mạnh tâm linh PSI để chiến đấu với kẻ thù, những kẻ thù đó gồm người ngoài hành tinh hay xác sống. Dù nhượng quyền thương mại của trò chơi rất phổ biến ở Nhật Bản, nhưng tại các vùng nói tiếng Anh, nó được xem là một biểu tượng văn hóa với cái tên EarthBound.
Việc phát triển Mother bắt đầu khi Itoi đến Nintendo để kinh doanh, ông đã tiếp cận Miyamoto Shigeru. Khi chuẩn bị cho phần tiếp theo, Itoi đã tham gia vào phần thiết kế trong quá trình phát triển EarthBound năm năm trời. Trong giai đoạn đó, việc phát triển trở nên "bùng nổ", nhà phát triển trò chơi mà sau này là chủ tịch Nintendo, Iwata Satoru, đã cứu lấy trò chơi khỏi sự cố này. Bản dịch tiếng Anh có doanh số bán ra kém hơn bản gốc dù sở hữu ngân sách tiếp thị lên đến hàng triệu đô la. Phần cuối cùng Mother 3 được dự kiến phát hành trên Nintendo 64 nhưng kế hoạch bị hủy vào năm 2000. Ba năm sau, trò chơi được phát triển trở lại và ra mắt vào 2006 cho Game Boy Advance, cùng với việc phát hành lại Mother và Mother 2 trong Mother 1 + 2 năm 2003. Mother 3 trở thành sản phẩm bán chạy nhất khi phát hành. EarthBound được phát hành lại cho Wii U Virtual Console vào năm 2013 và Mother nhận được một bản tiếng Anh vào năm 2015 cho cùng nền tảng với cái tên EarthBound Beginnings.
EarthBound được xem là một biểu tượng của văn hóa cổ điển và xuất hiện hàng loạt trong các danh sách Top 10. Cộng đồng người hâm mộ của EarthBound đã tổ chức nhiều cuộc thi và ủng hộ những bức fan art, xây dựng những dự án của chính cộng đồng gồm bản dịch tiếng Anh của Mother 3, phim tài liệu và phần tiếp theo của Mother 3 do người hâm mộ phát triển, Mother 4. Ness, nhân vật chính của EarthBound, được đưa vào loạt trò chơi Super Smash Bros, cùng với những nhân vật và địa điểm khác trong loạt Mother cũng được đưa vào nhiều trò chơi đối kháng khác.

## Lịch sử
| 1989 | Mother                |
| 1990 |                       |
| 1991 |                       |
| 1992 |                       |
| 1993 |                       |
| 1994 | Mother 2              |
| 1995 | EarthBound            |
| 1996 |                       |
| 1997 |                       |
| 1998 |                       |
| 1999 |                       |
| 2000 |                       |
| 2001 |                       |
| 2002 |                       |
| 2003 | Mother 1 + 2          |
| 2004 |                       |
| 2005 |                       |
| 2006 | Mother 3              |
| 2007 |                       |
| 2008 |                       |
| 2009 |                       |
| 2010 |                       |
| 2011 |                       |
| 2012 |                       |
| 2013 |                       |
| 2014 |                       |
| 2015 | EarthBound Beginnings |

### Mother

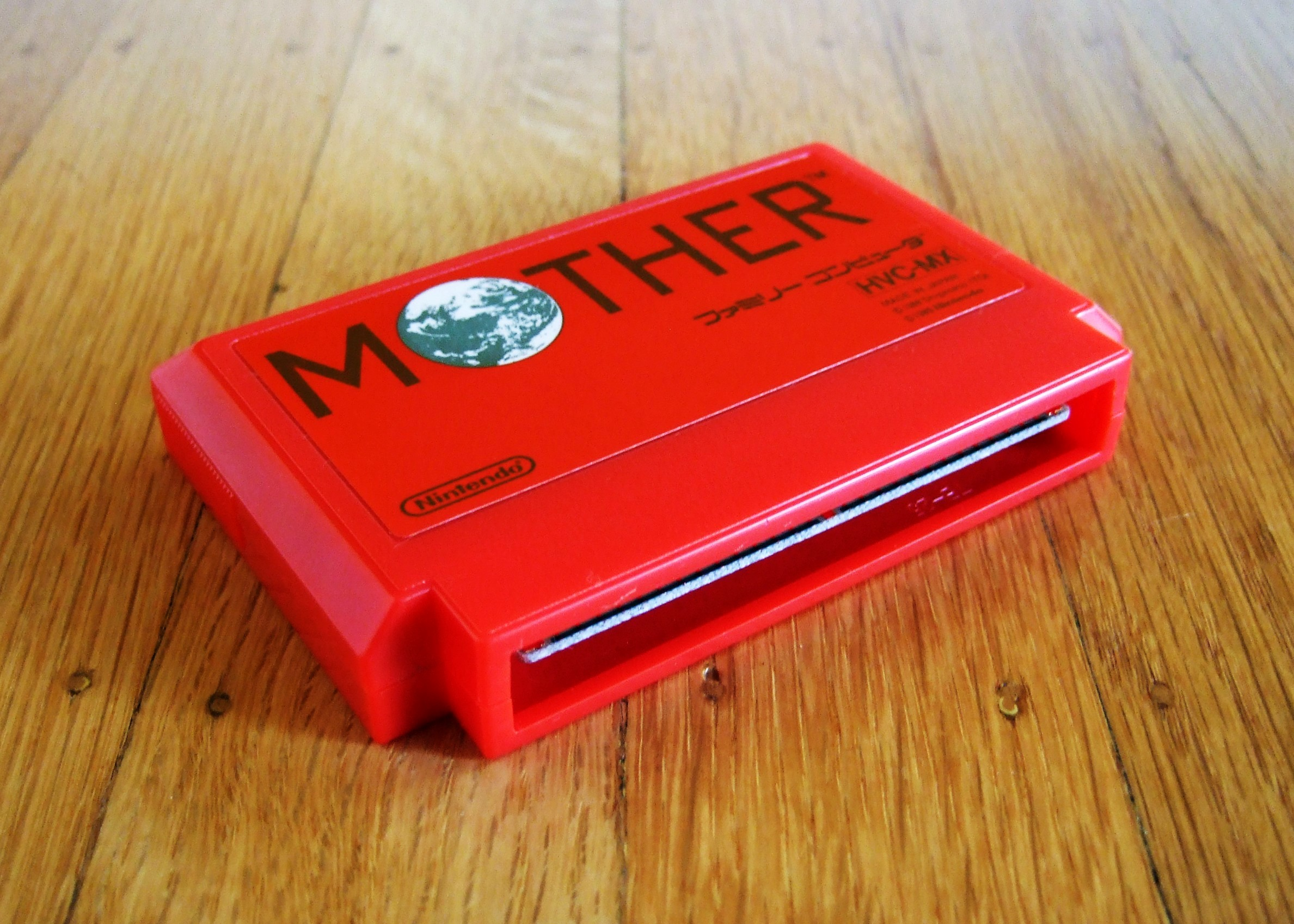
Băng trò chơi Famicom của phần thứ nhất trong loạt Mother.

Khi đến thăm Nintendo, nhà viết quảng cáo Itoi Shigesato đã giới thiệu ý tưởng với nhà thiết kế trò chơi của công ty, Miyamoto Shigeru, ông muốn làm một trò chơi nhập vai lấy bối cảnh thời hiện đại. Bối cảnh hiện đại phá vỡ sự rập khuôn truyền thống của thể loại nhập vai, Itoi bắt đầu thành lập một nhóm và khởi hành việc phát triển trò chơi tại thành phố Ichikawa, thuộc tỉnh Chiba. Mother được phát triển bởi Ape, trong đó Itoi viết phần kịch bản, và do Nintendo phát hành tại Nhật Bản vào ngày 27 tháng 7 năm 1989 cho hệ máy Famicom (được biết là Nintendo Entertainment System ngoài Nhật Bản). Trò chơi dự định sẽ có một bản nội địa hóa với tên Earth Bound, nhưng đã bị loại bỏ và cái tên này được chọn cho Mother 2. Vào tháng 6 năm 2015, Mother nhận một bản tiếng Anh chính thức lấy tên phát hành là EarthBound Beginnings cho hệ máy Wii U Virtual Console.
Mother thuộc thể loại nhập vai đi theo lối chơi đơn, đặt bối cảnh tại Hoa Kỳ vào cuối thế kỉ 20. Khác với những trò nhập vai Nhật Bản thông thường, Mother không lấy bối cảnh kỳ ảo. Thay vì khám phá những hang ngục tăm tối, chiến đấu bằng kiếm và phép thuật, Mother lấy bối cảnh đời thường, chiến đấu bằng gậy bóng chày và khả năng ngoại cảm, kể câu chuyện về cậu nhóc Ninten chống lại những sinh vật và đồ vật quái lạ. Trò chơi bắt gặp kẻ thù một cách ngẫu nhiên để tham gia vào hệ thống chiến đấu được thiết kế theo góc nhìn thứ nhất.

### Earthbound(Mother 2)
EarthBound hay Mother 2 (MOTHER2ギーグの逆襲 Mazā Tsū: Gīgu no Gyakushū, Mother 2: Giygas phản công), được xây dựng bởi một đội phát triển khác với phần trước đó, đa phần những người trong đội chưa tiến tới hôn nhân và chấp nhận làm việc ngày đêm cho dự án. Itoi đóng vai trò thiết kể và biên kịch trò chơi. Quá trình năm năm phát triển trò chơi đã vượt qua nhiều lần dự định thời gian và phải trì hoãn liên tục, đến khi nhà thiết kế Iwata Satoru, người sau này là chủ tịch Nintendo thứ bốn, gia nhập đội và giúp trò chơi khỏi tình trạng trạng khó khăn. Mother 2 do Ape và HAL phát triển cùng với việc phát hành được Nintendo đảm nhận.  Trò chơi được đưa lên hệ máy Super Famicom vào 27 tháng 8 năm 1994, sau đó được dịch sang tiếng Anh cho những người chơi phương Tây tại Hoa Kỳ, đây cũng là trò chơi duy nhất cùng với Mother, sau này được phát bản dịch tiếng Anh lấy tên là EarthBound Beginnings, trong loạt Mother được phát hành tại Bắc Mĩ.
Để tránh nhầm lẫn các số được đánh trên tên trò chơi, bản dịch tiếng Anh quyết định chọn EarthBound làm tên trò chơi, và được phát hành vào ngày 5 tháng 6 năm 1995 cho máy Super Nintendo Entertainment System của Bắc Mĩ. Dù Nintendo chi ra 2 triệu đô la vào ngân sách của trò chơi, bản dịch tiếng Anh không gặt hái thành công như mong muốn. EarthBound được phát hành khi thể loại điện tử nhập vai chưa mấy phổ biến tại Hoa Kỳ, những trò chơi nổi bật của thể loại này lúc đó là Chrono Trigger và Final Fantasy VI. Cùng với doanh số bán ra ít ỏi và sự thiếu hỗ trợ từ máy Super NES, trò chơi không nhận được một bản phát hành châu Âu.

### Mother 3
Mother 3 (gọi là EarthBound 64 tại thị trường Bắc Mĩ ) được thông báo vào năm 1996, trò chơi dự định sẽ được phát hành trên 64DD, một ổ đĩa mở rộng cho Nintendo 64. Việc phát triển trò chơi đi vào "bế tắc" như Mother 2 và gặp khó khăn trong việc tìm ngày phát hành chính thức. Năm 2000, trò chơi bị hủy bỏ dù đã đi đến bất kì tiến trình nào, cùng với đó là thất bại của việc quảng bá ổ đĩa 64DD.
Dự án được thông báo trở lại vào ba năm sau, Mother 3 được lên kế hoạch phát hành lên Game Boy Advance cùng với một bản tổng hợp Mother 1 + 2 cho cùng hệ máy. Trò chơi được Brownie Brown (sau này là 1-Up Studio) và HAL Laboratory phát triển, do Nintendo phát hành vào ngày 20 tháng 4 năm 2006. Mother 3 mới bỏ qua đồ họa 3D của máy Nintendo 64 mà giữ nguyên cốt truyện và là trò chơi duy nhất trong loạt không nhận được bản phát hành Bắc Mĩ. Mother 1 + 2 được phát hành vào ngày 20 tháng 6 năm 2003,  đây là bản tổng hợp gồm Mother và EarthBound, không có sự thay đổi gì ở bản này mà trò chơi được thu nhỏ để thích hợp với màn hình Game Boy Advance.

## Âm nhạc
Âm nhạc của Mother đều được soạn bởi Suzuki Keiichi và Tanaka Hirokazu, hai người cộng tác cùng nhau đến Mother 2 khi có thêm sự trợ giúp của Kanzazu Hiroshi, trong khi các bản nhạc Mother 3 do Sakai Shogo sáng tác. Âm nhạc của loạt trò chơi chịu vô số ảnh hưởng từ nhiều album. Nó được đánh giá tích cực và trở nên phổ biến, nhiều bản nhạc được đưa vào những cuốn sách piano, đặc biệt bài hát "Eight Melodies" được đưa vào một số sách giáo khoa âm nhạc tại trường tiểu học Nhật Bản. Các nhà phê bình và người chơi đã trích ra những điểm so sánh phần âm nhạc của trò chơi với phong cách sáng tác của ban nhạc như the Beatles. Phần âm nhạc còn được tái sử dụng trong loạt trò chơi đối kháng Super Smash Bros., được chơi trong các buổi hòa nhạc và được phối lại cho những trang web như OverClocked Remix.

### Mother
Âm nhạc của trò chơi hầu hết được soạn bởi Suzuki Keiichi, nhà soạn nhạc của Nintendo từng cộng tác vào một số dự án trước đây của hãng là Super Mario Land, Metroid, và Tanaka Hirokazu, người từng góp mặt trong nhiều ban nhạc khác nhau. Sau gần 1 tháng phát hành trò chơi, một số bản nhạc từ trò chơi được hai người thu âm lại tại Nhật Bản và Anh thành album phòng thu với sự hợp tác giữa các nghệ sĩ và nhóm nhạc khác, album được hãng đĩa CBS/Sony phát hành vào ngày 21 tháng 8 năm 1989. Album gồm 11 bản nhạc, 7 trong số đó có chứa giọng tiếng Anh.

## Di sản

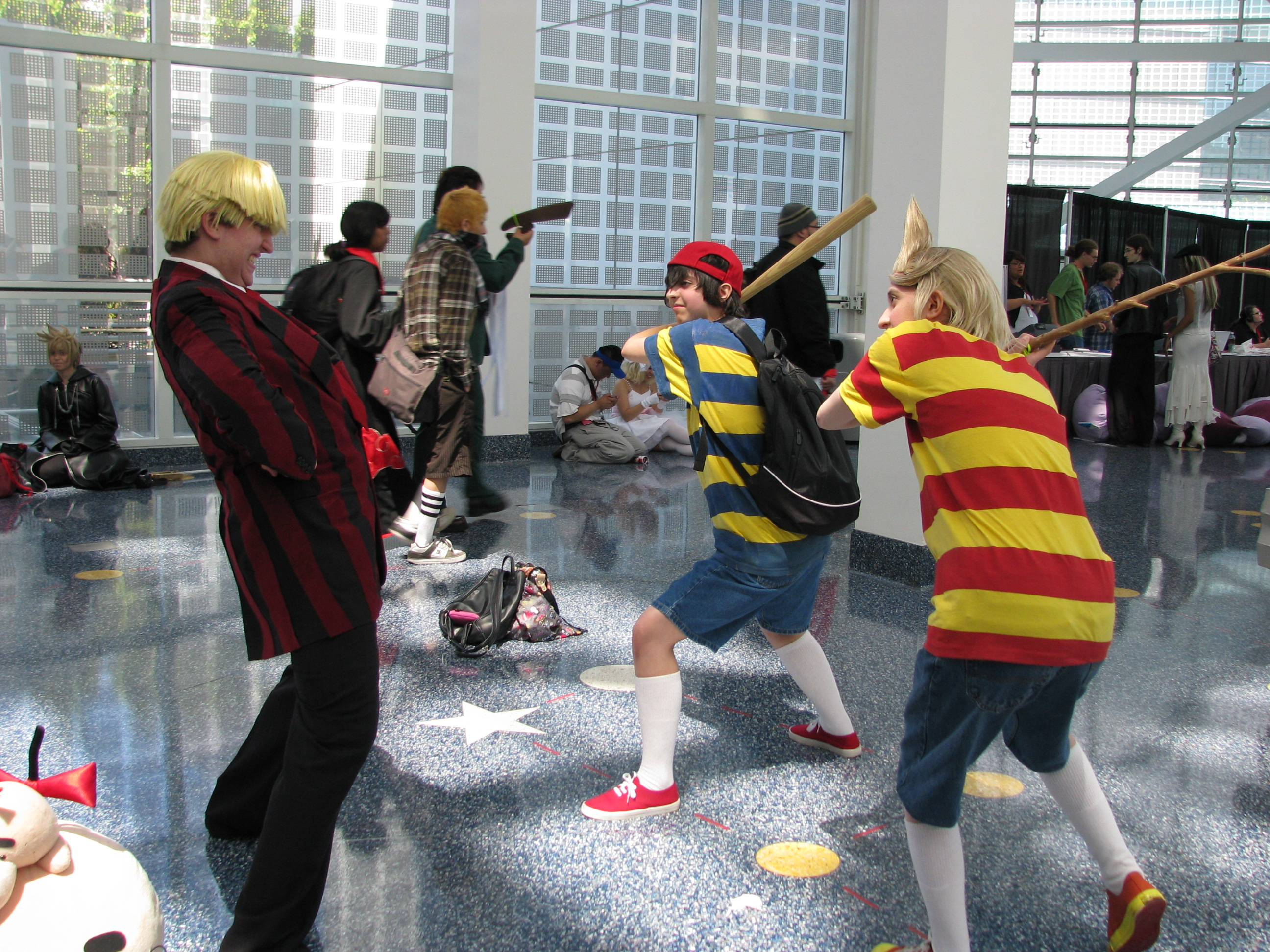
Cộng đồng cosplay một số nhân vật từ dòng trò chơi.

Dòng trò chơi được xem là "một trong những thứ được ưa chuộng nhất Nhật Bản" với một cộng đồng người hâm mộ tồn tại lâu dài, dòng trò chơi, đặc biệt là EarthBound, còn được xem là một biểu tượng văn hóa sùng bái. Các nhà phê bình công nhận EarthBound là một thứ "cổ điển" hoặc "đáng được chơi", trò chơi được đưa vào những danh sách top 50 thuộc mọi thời đại. IGN xếp trò chơi thứ hạng 13 trong top 100 trò chơi SNES và Scott Thompson từ IGN công nhận trò chơi là "định nghĩa đúng về cổ điển", mặt khác Gamasutra ghi tên nó vào 20 trò điện tử nhập vai "tất yếu" của Nhật Bản.
Cây viết Colin Campbell từ Polygon cho biết "ít cộng đồng trò chơi nào đam mê và năng động như cộng đồng EarthBound". Tạp chí Wired mô tả 
"fan art, video, và đóng góp của fan như fansite EarthBound Central và Starmen.net" là to lớn. Fansite của loạt trò chơi, Starmen.net, đã tổ chức một buổi fanfest và livestream cho ngày kỉ niệm 25 năm phát hành Mother (1989) vào năm 2014. Người hâm mộ còn ra mắt một bản ROM hack cho trò chơi nhân ngày kỉ niệm, bản này nâng cấp đồ họa, kịch bản và cách chơi của trò chơi. Nhiều nhà phê bình đánh giá Mother 3 là một trong những trò nhập vai hay nhất trên Game Boy Advance. Không nhận được bản dịch chính thức cho Mother 3 từ Nintendo, người hâm mộ đã thực hiện một bản dịch cho riêng mình. The Verge ca ngợi bản dịch của người hâm mộ cho Mother 3 là công sức đặc biệt của cộng đồng dành cho trò chơi, Jenni Lada từ TechnologyTell gọi bản dịch là "một trong những bản dịch xuất sắc nhất tồn tại..."

### Starmen.net
Một người hâm mộ tên Reid Young bắt đầu xây dựng một fansite EarthBound vào năm 1997 khi còn ở trung học với cái tên EarthBound.net, cùng với đồng sáng lập Clyde "Tomato" Mandelin, trang web trở thành Starmen.net vào năm 1999. Khi đó, sự phổ biến của EarthBound vẫn còn hạn chế, nhưng trang web đã nhanh chóng phát triển với một cộng đồng dần đi lên và được cập nhật liên tục thời gian đó. Trang web cung cấp một trang thông tin về loạt Mother, cũng như trang cho hướng dẫn chơi, diễn đàn, thảo luận, thăm dò ý kiến, hàng hiệu và các sự kiện,... Đây là một trong những fansite đầu tiên của EarthBound, tên của trang web được đặt theo tên nhân vật Starman. Qua thời gian, Shacknews mô tả những đóng góp của người hâm mộ cho trang là "hoàn toàn đồ sộ", và Reid Young, xem cộng đồng như "một nhóm người bạn thân vui đùa cùng nhau" và nghĩ rằng EarthBound là thứ đem họ lại với nhau.

### Super Smash Bros.
Nhân vật Ness từ EarthBound được biết đến nhờ góp mặt vào loạt trò chơi đối kháng Super Smash Bros. (SSB). Ness xuất hiện trong phiên bản trò chơi gốc và các phần tiếp theo của nó gồm Melee, Brawl, 3DS/Wii U và Ultimate. Tại châu Âu, khu vực không nhận được bản phát hành EarthBound, Ness được biết đến nhiều trong các trò chơi đối kháng hơn trò chơi nhập vai. Ness trở lại vào năm 2001 trong Melee với nhân vật Mr. Saturn, Melee có một màn Fourside bị khóa dựa trên khu vực Fourside của EarthBound. Lucas từ Mother 3 cũng tham gia vào phần Brawl của SSB, Ness và nhân vật này sau đó trở lại vào 3DS/Wii U và Ultimate. Trong màn đấu Magicant của 3DS có chứa những đoạn clip từ loạt Mother phía sau nền.